# 串間市立北方小学校
串間市立北方小学校（くしましりつ きたかたしょうがっこう）は、宮崎県串間市大字北方にある公立の小学校。

## 概要
歴史
1874年（明治7年）に創立。現校名となったのは1954年（昭和29年）。2024年（令和6年）に創立150周年を迎えた。
学校教育目標
「豊かな心をもち　主体的に学び、共にきたえ合うたくましい児童の育成」
校章
中央に、校名の略称である「北小」の文字（縦書き）を配している。
校歌
1957年（昭和32年）に制定。作詞は佐伯英雄、作曲は緒方広一による。歌詞は3番まであり、各番の歌詞中に校名の「北方小学校」が登場する。
通学区域
串間市のうち「大字北方、大字串間、大字南方（一部、越ヶ谷）」。串間市立串間中学校区。

## 沿革
- 1874年（明治7年）5月 - 「大田井小学校」として創立。
- 1880年（明治13年）- 「北方小学校」に改称。
- 1885年（明治18年）- 前田に移転の上、塩屋原小学校と合併。
- 1886年（明治19年）- 小学校令施行により、簡易科（3年制）を設置の上、「簡易北方小学校」に改称。
- 1889年（明治22年）5月1日 - 町村制施行により、南那珂郡4村（南方・北方・秋山・串間）が合併の上、「北方村」が発足。
- 1890年（明治23年）- 大田井に移転の上、尋常科（4年制）を設置の上、「尋常北方小学校」に改称。尋常塩屋原小学校[1]を分離。
- 1892年（明治25年）4月 - 「北方尋常小学校」に改称。
- 1894年（明治27年）- 金谷尋常小学校からの移管により、塩屋原分教場[1]を統合。
- 1902年（明治35年）4月 - 初代校長に木代政一が就任。
- 1904年（明治37年）3月 - 現在地に校舎を改築の上、移転を完了。
- 1907年（明治40年）4月 - 高等科（2年制）を併置の上、「北方尋常高等小学校」（尋常科4年・高等科2年）に改称。
- 1908年（明治41年）4月 - 改正小学校令により、尋常科（義務教育年限）が4年制から6年制に改められる。旧高等科1年を尋常科5年、旧高等科2年を尋常科6年に改める。これにより、高等科は廃止され、「北方尋常小学校」（尋常科6年）に改称。
- 時期不詳 - 高等科（2年制）を併置の上、「北方尋常高等小学校」（尋常科6年・高等科2年）に改称。
- 1933年（昭和8年）9月 - 「第一北方尋常高等小学校」[2]に改称。
- 1935年（昭和10年）- 青年学校令施行により、北方青年学校が併置される。
- 1941年（昭和16年）4月1日 - 国民学校令施行により、「北方村第一北方国民学校」に改称。尋常科を初等科に改める。
  - 野口雨情によって校歌（旧校歌）が作詞される。
- 1947年（昭和22年）- 学制改革が行われる（六・三制の実施）
  - 4月1日 - 第一北方国民学校の初等科が、新制小学校「北方村立第一小学校」に改組・改称。
  - 4月30日 - 第一北方国民学校高等科および北方青年学校普通科が、新制中学校「北方村立北方中学校」に改組・改称。
- 1949年（昭和24年）9月15日 - 「北方村立北方小学校」に改称。
- 1951年（昭和26年）1月1日 - 北方村が福島町に編入されたため、「福島町立北方小学校」と改称。
- 1953年（昭和28年）- 本館と校舎1棟（3教室）を増築。
- 1954年（昭和29年）11月3日 - 町村合併により、串間市が発足。これにより、「串間市立北方小学校」（現在名）に改称。
- 1957年（昭和32年）12月5日 - 校歌を制定。
- 1958年（昭和33年）10月 - 学校給食]を開始。
- 1964年（昭和39年）5月 - 特殊学級を設置。
- 1965年（昭和40年）3月 - 鉄筋校舎（4教室）が完成。
- 1968年（昭和43年）3月 - 鉄筋校舎（4教室）を増築。
- 1975年（昭和50年）3月 - 創立100周年記念式典を挙行。また、記念事業としてプールを建設。
- 1976年（昭和51年）5月 - 体育館が完成。
- 1979年（昭和54年）
  - 2月 - 鉄筋コンクリート造2階建て管理棟が完成。
  - 4月 - 校門および前庭整備工事が完了。
- 1988年（昭和63年）2月 - 新プールが完成。
- 1996年（平成8年）4月 - 特殊学級を再開設。
- 1998年（平成10年）12月 - 図書室を改装。
- 2009年（平成21年）8月 - 体育館の耐震工事が完了。
- 2017年（平成29年）4月 - 特別支援学級を開設。串間市立北方中学校の閉校により、中学校区が串間市立串間中学校に変更となる。

## 交通
最寄りの鉄道駅
- JR九州 日南線 「串間駅」・「日向北方駅」

最寄りのバス停留所
- 串間市コミュニティバス「北方小前」停留所

最寄りの幹線道路
- 宮崎県道48号市木串間線

## 周辺
- 旧・串間市立北方中学校（2017年（平成29年）3月31日閉校）
- 古川運動公園
- 永徳寺
- 北神社
- 福島川
- 初田川